# LTEの補題
初等整数論において、LTEの補題 （LTEのほだい、英: LTE lemma, lifting-the-exponent lemma）とは、特別な整数のp-進付値{\displaystyle v_{p}}がより次数の低い整数のものと等しいという補題である。ヘンゼルの補題と関連している。

## 背景
LTEの補題の起源は明確でない。補題の結果及び名称と形は近10,20年以内に注目されたと言われる。ただし、補題の核となる発想はカール・フリードリヒ・ガウスの Disquisitiones Arithmeticae において言及されている。競技数学の分野で使われることがある一方で、楕円曲線の研究にも応用される。

## 主張
任意の整数x, y及び正整数n、x, yの素因数でない素数pについて、次の主張が成立する。
- pが奇素数であるとき、
  - {\displaystyle x-y\equiv 0{\pmod {p}}} であれば{\displaystyle v_{p}(x^{n}\mp y^{n})=v_{p}(x\mp y)+v_{p}(n)}（複号同順）。
  - {\displaystyle x+y\equiv 0{\pmod {p}}} かつnが奇数ならば、{\displaystyle \nu _{p}(x^{n}+y^{n})=\nu _{p}(x+y)+\nu _{p}(n).}
  - {\displaystyle x+y\equiv 0{\pmod {p}}} かつnが偶数ならば、{\displaystyle \nu _{p}(x^{n}+y^{n})=0.}
- pが偶数の素数つまり2であるとき、
  - {\displaystyle x-y\equiv 0{\pmod {2}}} かつnが偶数ならば、{\displaystyle \nu _{2}(x^{n}-y^{n})=\nu _{2}(x-y)+\nu _{2}(x+y)+\nu _{2}(n)-1=\nu _{2}\left({\frac {x^{2}-y^{2}}{2}}\right)+\nu _{2}(n).}
  - {\displaystyle x-y\equiv 0{\pmod {2}}} かつnが奇数ならば、{\displaystyle \nu _{2}(x^{n}-y^{n})=\nu _{2}(x-y).}
- 任意のpについて、
  - {\displaystyle x-y\equiv 0{\pmod {p}}} かつ、nがpで割り切れないならば{\displaystyle \nu _{p}(x^{n}-y^{n})=\nu _{p}(x-y).}
  - {\displaystyle x+y\equiv 0{\pmod {p}}} かつ、nがpで割り切れないかつ、nが奇数ならば{\displaystyle \nu _{p}(x^{n}+y^{n})=\nu _{p}(x+y).}

p = 2の場合の系には以下の様なものがある。
- {\displaystyle x-y\equiv 0{\pmod {4}}} で、x, yがともに奇数ならば、{\displaystyle \nu _{2}(x+y)=1}で、{\displaystyle \nu _{2}(x^{n}-y^{n})=\nu _{2}(x-y)+\nu _{2}(n).}
- {\displaystyle x+y\equiv 0{\pmod {2}}} かつnが偶数のとき、{\displaystyle \nu _{2}(x^{n}+y^{n})=1.}
- {\displaystyle x+y\equiv 0{\pmod {2}}} かつnが奇数のとき、{\displaystyle \nu _{2}(x^{n}+y^{n})=\nu _{2}(x+y).}

## 証明

### 基本的な場合
nがpで割り切れない場合について、 {\displaystyle \nu _{p}(x^{n}-y^{n})=\nu _{p}(x-y)} を証明する。{\displaystyle x\equiv y{\pmod {p}}} より、
また、{\displaystyle x^{n}-y^{n}=(x-y)(x^{n-1}+x^{n-2}y+x^{n-3}y^{2}+\dots +y^{n-1})}であるから題意は示された。nが奇数の場合の式 {\displaystyle \nu _{p}(x^{n}+y^{n})=\nu _{p}(x+y)}については、yをその反数-yに置き換えることで得られる。

### pが奇数の場合
y = x + kp（kは整数）を代入しn = pとして、二項展開することで、(1)式左辺はpで割り切れるがp2では割り切れないことが分かる。したがって{\displaystyle \nu _{p}(x^{p}-y^{p})=\nu _{p}(x-y)+1}。同様に{\displaystyle \nu _{p}(x^{p}+y^{p})=\nu _{p}(x+y)+1}。
n = pab（bはpで割り切れない）とすると、基本の場合より {\displaystyle \nu _{p}(x^{n}-y^{n})=\nu _{p}((x^{p^{a}})^{b}-(y^{p^{a}})^{b})=\nu _{p}(x^{p^{a}}-y^{p^{a}})}。
式{\displaystyle \nu _{p}(x^{p}-y^{p})=\nu _{p}(x-y)+1}をa回用いることで、
{\displaystyle {\begin{aligned}\nu _{p}(x^{p^{a}}-y^{p^{a}})&=\nu _{p}(((\dots (x^{p})^{p}\dots ))^{p}-((\dots (y^{p})^{p}\dots ))^{p})\ \\&=\nu _{p}(x-y)+a\end{aligned}}}
が示される。{\displaystyle \nu _{p}(x^{n}+y^{n})}の場合も同様にして証明できる。

### pが2の場合
p = 2のとき、二項展開の際に奇素数とは異なりp(p - 1)/2がpの倍数とならない。
{\displaystyle x\equiv y{\pmod {4}}} であるとき、n = 2ab（bは奇数）とすると、
{\displaystyle {\begin{aligned}\nu _{2}(x^{n}-y^{n})&=\nu _{2}((x^{2^{a}})^{b}-(y^{2^{a}})^{b})\\&=\nu _{2}(x^{2^{a}}-y^{2^{a}})\\&=\nu _{2}((x^{2^{a-1}}+y^{2^{a-1}})(x^{2^{a-2}}+y^{2^{a-2}})\cdots (x^{2}+y^{2})(x+y)(x-y))\\&=\nu _{2}(x-y)+a\end{aligned}}}
ここで{\displaystyle x\equiv y\equiv \pm 1{\pmod {4}}} より、{\displaystyle x^{2^{k}}+y^{2^{k}}\equiv 2{\pmod {4}}}（kは非負整数）であることを用いた。
また、より強い形として{\displaystyle x\equiv y{\pmod {2}}}ならば、{\displaystyle \nu _{2}(x^{n}-y^{n})=\nu _{2}(x-y)+\nu _{2}(x+y)+\nu _{2}(n)-1}が証明される。

## 一般化
LTEの補題はxn - yn/x - yが整数となるような複素数x, yにおいても同様に成立する。

## 応用
LTEの補題の利用例として2020年のAIMEの問題を挙げる。
149n - 2nが33 × 55 × 77で割り切れるような最小の正整数nについて、nの正の約数の個数を求めよ。
149 - 2 = 147 = 3 × 72である。149と2は3で割り切れないが、147は3で割り切ることができるから、
{\displaystyle \nu _{3}(149^{n}-2^{n})=\nu _{3}(147)+\nu _{3}(n)=\nu _{3}(n)+1}
が成り立つ。したがって
{\displaystyle 149^{n}-2^{n}\equiv 0{\pmod {3^{3}}}\iff n\equiv 0{\pmod {3^{2}}}}
である。同様にして、
{\displaystyle 149^{n}-2^{n}\equiv 0{\pmod {7^{7}}}\iff n\equiv 0{\pmod {7^{5}}}}
が分かる。 
147は5で割り切れないため、因数5については次のように処理をする。149nを5で割った余りは4,1,4,1...という周期となること、2nを5で割った余りは2,4,3,1...という周期となることにより、149n - 2nを5で割った余りは2,2,1,0...という周期となる。したがってkを整数として、
{\displaystyle 149^{n}-2^{n}\equiv 0{\pmod {5}}\iff n=4k.}
LTEの補題を再度使用して、
{\displaystyle \nu _{5}(149^{4k}-2^{4k})=\nu _{5}((149^{4})^{k}-(2^{4})^{k})=\nu _{5}(149^{4}-2^{4})+\nu _{5}(k).}
である。
{\displaystyle 149^{4}-2^{4}\equiv (-1)^{4}-2^{4}\equiv -15{\pmod {25}}}
より、
{\displaystyle \nu _{5}(149^{4}-2^{4})=1.}
ゆえに、
{\displaystyle 149^{n}-2^{n}\equiv 0{\pmod {5^{5}}}\iff k\equiv 0{\pmod {5^{4}}}\iff n\equiv 0{\pmod {4\cdot 5^{4}}}}
であるからn =22 × 32 × 54 × 75。以上よりnの正の約数の個数は210個。